# Сантос, Андрей
Андре́й Насиме́нту дос Са́нтос (порт.-браз. Andrey Nascimento dos Santos; род. 3 мая 2004, Рио-де-Жанейро), или же просто Андре́й Са́нтос (порт.-браз. Andrey Santos) — бразильский футболист, центральный полузащитник английского клуба «Челси» и сборной Бразилии.

## Клубная карьера
В 4 года родители отдали Сантоса на футзал, чтобы он сбросил вес; таким образом Андрей полюбил футбол. В 2011 году попал в академию клуба «Васко да Гама». 6 марта 2021 года Сантос дебютировал в профессиональном футболе за «Васко да Гама», выйдя на замену на 85-й минуте в матче Лиги Кариока. На тот момент Андрею было всего 16 лет.
6 января 2023 года присоединился к английскому клубу «Челси». 2 марта 2023 года Сантос вернулся в «Васко да Гама» на правах аренды до июля 2023 года. 16 апреля 2023 года в матче Серии А против «Атлетико Минейро» он забил свой первый гол после возвращения в клуб.
25 августа 2023 года клуб Премьер-лиги «Ноттингем Форест» объявил об аренде Сантоса до конца сезона 2023/24. Однако зимой 2024 года аренда в английский клуб была прервана, и в феврале Андрей отправился до конца сезона во французский «Страсбур». 2 августа 2024 года аренда была продлена до конца сезона 2024/25.
В июне 2025 года вернулся в «Челси» в преддверии Клубного чемпионата мира. 24 июня 2025 года дебютировал за английский клуб, выйдя на замену в матче турнира против тунисского «Эсперанса» и отличившись голевой передачей на Тайрика Джорджа. 4 июля 2025 года впервые вышел в стартовом составе «Челси» на матч четвертьфинала Клубного чемпионата мира против «Палмейраса» и помог своей команде одержать победу со счётом 2:1.

## Карьера в сборной
Зимой 2023 года Сантос в качестве капитана сборной Бразилии до 20 лет принял участие в молодёжном чемпионате Южной Америки. На турнире Сантос сыграл в 8 из 9 матчей, забив 6 мячей стал лучшим бомбардиром чемпионата без учёта пенальти, а Бразилия стала победителем.
3 марта 2023 года Андрей Сантос был впервые вызван в национальную сборную Бразилии на товарищеский матч против Марокко. В том матче он дебютировал за сборную Бразилии, выйдя на поле в стартовом составе.
28 апреля 2023 года Сантос был снова вызван в сборную Бразилии до 20 лет для участия в молодёжном чемпионате мира.

## Достижения

### Командные достижения
«Челси»
- Победитель Клубного чемпионата мира: 2025

Сборная Бразилии (до 20 лет)
- Победитель чемпионата Южной Америки для игроков до 20 лет: 2023

### Личные достижения
- Лучший бомбардир чемпионата Южной Америки для игроков до 20 лет: 2023 (6 голов, наряду с Витором Роке)

## Статистика выступлений
| Матчи и голы Андрея Сантоса за национальную сборную Бразилии | Матчи и голы Андрея Сантоса за национальную сборную Бразилии | Матчи и голы Андрея Сантоса за национальную сборную Бразилии | Матчи и голы Андрея Сантоса за национальную сборную Бразилии | Матчи и голы Андрея Сантоса за национальную сборную Бразилии | Матчи и голы Андрея Сантоса за национальную сборную Бразилии | Матчи и голы Андрея Сантоса за национальную сборную Бразилии |
| №                                                            | Дата                                                         | Соперник                                                     | Счёт                                                         | Голы Сантоса                                                 | Карточки                                                     | Соревнование                                                 |
| ------------------------------------------------------------ | ------------------------------------------------------------ | ------------------------------------------------------------ | ------------------------------------------------------------ | ------------------------------------------------------------ | ------------------------------------------------------------ | ------------------------------------------------------------ |
| 1                                                            | 25 марта 2023 года                                           | Марокко                                                      | 1:2                                                          | —                                                            | —                                                            | Товарищеский матч                                            |
| 2                                                            | 5 июня 2025 года                                             | Эквадор                                                      | 0:0                                                          | —                                                            | —                                                            | Отборочные матчи ЧМ-2026                                     |

Итого: 2 матча / 0 голов; 0 побед, 1 ничья, 1 поражение